# Matemàtiques de les xarxes neuronals en l'aprenentatge automàtic

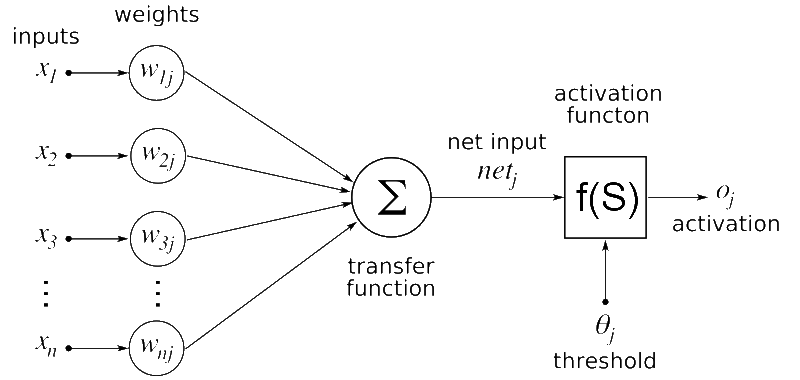
Neurona artificial que consisteix en dendrites, axó i funció llindar

Una xarxa neuronal artificial (ANN) o xarxa neuronal combina principis biològics amb estadística avançada per resoldre problemes en dominis com el reconeixement de patrons i els jocs. Les xarxes neuronals artificials (ANN) adopten el model bàsic d'anàlegs neuronals connectats entre si de diverses maneres.

## Estructura

### Neurona
Una neurona amb etiqueta {\displaystyle j} rebent una entrada {\displaystyle p_{j}(t)} de les neurones predecessores consta dels components següents:
- una activació {\displaystyle a_{j}(t)}, l'estat de la neurona, depenent d'un paràmetre de temps discret,
- un llindar opcional {\displaystyle \theta _{j}}, que es manté fix tret que es canviï mitjançant l'aprenentatge,
- una funció d'activació {\displaystyle f} que calcula la nova activació en un moment donat {\displaystyle t+1} de {\displaystyle a_{j}(t)}, {\displaystyle \theta _{j}} i l'entrada neta {\displaystyle p_{j}(t)} donant lloc a la relació

{\displaystyle a_{j}(t+1)=f(a_{j}(t),p_{j}(t),\theta _{j}),}
- i una funció de sortida {\displaystyle f_{\text{out}}} càlcul de la sortida de l'activació

{\displaystyle o_{j}(t)=f_{\text{out}}(a_{j}(t)).}
Sovint la funció de sortida és simplement la funció identitat.
Una neurona d'entrada no té predecessor, però serveix com a interfície d'entrada per a tota la xarxa. De la mateixa manera, una neurona de sortida no té successora i, per tant, serveix com a interfície de sortida de tota la xarxa.

### Funció de propagació
La funció de propagació calcula l'entrada {\displaystyle p_{j}(t)} a la neurona {\displaystyle j} de les sortides {\displaystyle o_{i}(t)} i normalment té la forma
{\displaystyle p_{j}(t)=\sum _{i}o_{i}(t)w_{ij}.}

### Biaix
Es pot afegir un terme de biaix, canviant la forma a la següent:
{\displaystyle p_{j}(t)=\sum _{i}o_{i}(t)w_{ij}+w_{0j},} on {\displaystyle w_{0j}} és un biaix.

## Xarxes neuronals com a funcions
Els models de xarxes neuronals es poden veure com la definició d'una funció que pren una entrada (observació) i produeix una sortida (decisió). {\displaystyle \textstyle f:X\rightarrow Y} o una distribució sobre {\displaystyle \textstyle X} o tots dos {\displaystyle \textstyle X} i {\displaystyle \textstyle Y}. De vegades, els models estan íntimament associats amb una regla d'aprenentatge particular. Un ús comú de la frase "model ANN" és realment la definició d'una classe d'aquestes funcions (on els membres de la classe s'obtenen variant paràmetres, pesos de connexió o especificitats de l'arquitectura com ara el nombre de neurones, el nombre de capes o la seva connectivitat).
Matemàticament, la funció de xarxa d'una neurona {\displaystyle \textstyle f(x)} es defineix com una composició d'altres funcions {\displaystyle \textstyle g_{i}(x)}, que es pot descompondre encara més en altres funcions. Això es pot representar convenientment com una estructura de xarxa, amb fletxes que representen les dependències entre funcions. Un tipus de composició molt utilitzat és la suma ponderada no lineal, on {\displaystyle \textstyle f(x)=K\left(\sum _{i}w_{i}g_{i}(x)\right)}, on {\displaystyle \textstyle K} (comunament anomenada funció d'activació) és una funció predefinida, com ara la tangent hiperbòlica, la funció sigmoide, la funció softmax o la funció rectificadora. La característica important de la funció d'activació és que proporciona una transició suau a mesura que canvien els valors d'entrada, és a dir, un petit canvi en l'entrada produeix un petit canvi en la sortida. El següent fa referència a un conjunt de funcions {\displaystyle \textstyle g_{i}} com a vector {\displaystyle \textstyle g=(g_{1},g_{2},\ldots ,g_{n})}.

Gràfic de dependència d'ANN

Aquesta figura representa aquesta descomposició de {\displaystyle \textstyle f}, amb les dependències entre variables indicades per fletxes. Aquests es poden interpretar de dues maneres.
La primera vista és la vista funcional: l'entrada {\displaystyle \textstyle x} es transforma en un vector tridimensional {\displaystyle \textstyle h}, que després es transforma en un vector bidimensional {\displaystyle \textstyle g}, que finalment es transforma en {\displaystyle \textstyle f}. Aquesta perspectiva es troba més habitualment en el context de l'optimització.
La segona visió és la probabilística: la variable aleatòria {\displaystyle \textstyle F=f(G)} depèn de la variable aleatòria {\displaystyle \textstyle G=g(H)}, que depèn de {\displaystyle \textstyle H=h(X)}, que depèn de la variable aleatòria {\displaystyle \textstyle X}. Aquesta vista es troba més habitualment en el context de models gràfics.
Les dues visions són en gran part equivalents. En qualsevol cas, per a aquesta arquitectura en particular, els components de les capes individuals són independents entre si (per exemple, els components de {\displaystyle \textstyle g} són independents entre si donada la seva entrada {\displaystyle \textstyle h}
{\displaystyle \textstyle h} ). Això permet, naturalment, un cert grau de paral·lelisme en la implementació.

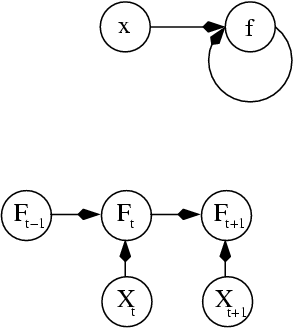
Dues representacions separades del gràfic de dependència recurrent de les xarxes neuronals artificials

Les xarxes com l'anterior s'anomenen comunament de prealimentació, perquè el seu graf és un graf acíclic dirigit. Les xarxes amb cicles s'anomenen comunament recurrents. Aquestes xarxes es representen habitualment de la manera que es mostra a la part superior de la figura, on {\displaystyle \textstyle f} es mostra com a dependent de si mateix. Tanmateix, no es mostra una dependència temporal implícita.

## Retropropagació
Els algoritmes d'entrenament de retropropagació es divideixen en tres categories:
- descens més pronunciat (amb taxa d'aprenentatge i momentum variables, retropropagació resilient);
- quasi-Newton (Broyden–Fletcher–Goldfarb–Shanno, secant d'un pas);
- Gradient de Levenberg-Marquardt i gradient conjugat (actualització de Fletcher-Reeves, actualització de Polak-Ribiére, reinici de Powell-Beale, gradient conjugat escalat).

### Algoritme
Sigui {\displaystyle N} una xarxa amb {\displaystyle e} connexions, {\displaystyle m} entrades i {\displaystyle n} sortides.
A sota, {\displaystyle x_{1},x_{2},\dots } denoten vectors en {\displaystyle \mathbb {R} ^{m}}, {\displaystyle y_{1},y_{2},\dots } vectors en {\displaystyle \mathbb {R} ^{n}}, i {\displaystyle w_{0},w_{1},w_{2},\ldots } vectors en {\displaystyle \mathbb {R} ^{e}}. Aquests s'anomenen entrades, sortides i pesos, respectivament.
La xarxa correspon a una funció {\displaystyle y=f_{N}(w,x)} que, donat un pes {\displaystyle w}, assigna una entrada {\displaystyle x} a una sortida {\displaystyle y}.
En l'aprenentatge supervisat, una seqüència d'exemples d'entrenament {\displaystyle (x_{1},y_{1}),\dots ,(x_{p},y_{p})} produeix una seqüència de pesos {\displaystyle w_{0},w_{1},\dots ,w_{p}} començant des d'un pes inicial {\displaystyle w_{0}}, normalment escollits a l'atzar.
Aquests pesos es calculen al seu torn: primer calculeu {\displaystyle w_{i}} utilitzant només {\displaystyle (x_{i},y_{i},w_{i-1})} per {\displaystyle i=1,\dots ,p}. La sortida de l'algoritme és llavors {\displaystyle w_{p}}, donant una nova funció {\displaystyle x\mapsto f_{N}(w_{p},x)}. El càlcul és el mateix a cada pas, per tant, només el cas {\displaystyle i=1} es descriu.
{\displaystyle w_{1}} es calcula a partir de {\displaystyle (x_{1},y_{1},w_{0})} considerant un pes variable {\displaystyle w} i aplicant el descens de gradient a la funció {\displaystyle w\mapsto E(f_{N}(w,x_{1}),y_{1})} per trobar un mínim local, començant a {\displaystyle w=w_{0}}.

## Aprenentatge de pseudocodi
Per implementar l'algoritme anterior, es necessiten fórmules explícites per al gradient de la funció {\displaystyle w\mapsto E(f_{N}(w,x),y)} on la funció és {\displaystyle E(y,y')=|y-y'|^{2}}.
L'algoritme d'aprenentatge es pot dividir en dues fases: propagació i actualització de pes.

### Propagació
La propagació implica els passos següents:
- Propagació cap endavant a través de la xarxa per generar el(s) valor(s) de sortida
- Càlcul del cost (terme d'error)
- Propagació de les activacions de sortida a través de la xarxa utilitzant el patró d'entrenament objectiu per generar els deltes (la diferència entre els valors de sortida objectiu i real) de totes les neurones de sortida i ocultes.

### Actualització de pes
Per a cada pes:
- Multipliqueu el delta de sortida del pes i l'activació d'entrada per trobar el gradient del pes.
- Resteu el percentatge del gradient del pes.

La taxa d'aprenentatge és el percentatge que influeix en la velocitat i la qualitat de l'aprenentatge. Com més gran sigui la relació, més ràpid s'entrena la neurona, però com més baixa sigui la relació, més precís serà l'entrenament. El signe del gradient d'un pes indica si l'error varia directament amb o inversament al pes. Per tant, el pes s'ha d'actualitzar en la direcció oposada, "descendent" el gradient.

### Pseudocodi
Pseudocodi per a un algorisme de descens de gradient estocàstic per entrenar una xarxa de tres capes (una capa oculta):
```
initialize
 
network
 
weights
 
(
often
 
small
 
random
 
values
)
.

do

    
for
 
each
 
training
 
example
 
named
 
ex
 
do

        
prediction
 
=
 
neural
-
net
-
output
(
network
,
 
ex
)
 
//
 
forward
 
pass

        
actual
 
=
 
teacher
-
output
(
ex
)

        
compute
 
error
 
(
prediction
 
-
 
actual
)
 
at
 
the
 
output
 
units

        
compute
 
Δ𝑤ℎ
  
for
 
all
 
weights
 
from
 
hidden
 
layer
 
to
 
output
 
layer
  
//
 
backward
 
pass

        
compute
 
Δ𝑤𝑖
 
for
 
all
 
weights
 
from
 
input
 
layer
 
to
 
hidden
 
layer
 
//
 
backward
 
pass
 
continued

        
update
 
network
 
weights
 
//
 
input
 
layer
 
not
 
modified
 
by
 
error
 
estimate

until
 
error
 
rate
 
becomes
 
acceptably
 
low
 

return
 
the
 
network

```

Les línies etiquetades com a "backward pass" es poden implementar mitjançant l'algoritme de retropropagació, que calcula el gradient de l'error de la xarxa respecte als pesos modificables de la xarxa.